# Suonarne 1 per educarne 100
(Daniele Sepe, dalle note di copertina dell'album)
Suonarne 1 per educarne 100 (2006) è il diciassettesimo album di Daniele Sepe, dedicato ai cosiddetti "anni di piombo", dei quali il musicista napoletano fornisce una lettura sostanzialmente positiva, contrapponendoli al periodo attuale, da lui denominato "anni dello stronzio".

## Tracce
1. Sintonia nr.1 "il pendolo"
2. Peaches in regalia (Frank Zappa)
3. Come in coma
4. Sintonia nr.2
5. Radisol
6. Il mondo visto dalla panchina
7. Sintonia nr.3 "il gabbiano"
8. Let your past live
9. Sintonia nr.4 "L'incendio di Milano"
10. Guzzi Falcone 5'21"
11. Sintonia nr.5 "Epica"
12. Zut/a/traverso (testo: Ivan Della Mea)
13. Evergreen
14. Sintonia nr.6 "Cane nero"
15. Napoli centrale
16. Bianco & nero
17. Hasta siempre (Carlos Puebla)